# جيم جونز (لاعب كرة قدم أمريكية)
جيم جونز (بالإنجليزية: Jim Jones)‏ هو لاعب كرة قدم أمريكية أمريكي، ولد في 15 ديسمبر 1920 في فلورنس في الولايات المتحدة، وتوفي بنفس المكان في 7 أبريل 1989.

## وصلات خارجية
- جيم جونز على موقع مرجع كرة القدم المحترفة.كوم (الإنجليزية)
- جيم جونز على موقع JustSportsStats.com (الإنجليزية)